# 231. Infanterie-Division (Wehrmacht)
Die 231. Infanterie-Division war ein Großverband des Heeres der deutschen Wehrmacht im Zweiten Weltkrieg.

## Geschichte
Einsatzräume:
- Deutschland: September bis November 1939
- Polen: November 1939 bis Juni 1940
- Deutschland: Juni bis August 1940

### Aufstellung
Die 231. Infanterie-Division wurde im August 1939 in Nürnberg im Wehrkreis XIII als Division der 3. Welle aufgestellt. 

### Armeereserve im Westen
Sie wurde der 1. Armee unterstellt und diente danach in der Nähe von Kaiserslautern als Armeereserve. 

### Besatzungstruppe Polen
Im November 1939 wurde sie mit dem XXXIV. Armeekorps nach Polen verlegt und war danach Besatzungstruppe im Süden des Landes. 

### Verlegung auf den TrÜbPltz Ohrdruf
Noch vor Beginn des Westfeldzuges wurde die 231. Infanterie-Division auf den Truppenübungsplatz Ohrdruf verlegt.

### Auflösung
Im Juli 1940 wurde die Division aufgelöst.

### Verwendung der Truppenteile
Ihre Truppenteile wurden auf die 11. und 20. Panzer-Division sowie Wacheinheiten von Kriegsgefangenenlagern aufgeteilt.

## Gliederung
- Infanterie-Regiment 302
- Infanterie-Regiment 319
- Infanterie-Regiment 342
- Artillerie-Regiment 231
- Pionier-Bataillon 231
- Feldersatz-Bataillon 231
- Panzerabwehr-Abteilung 231
- Aufklärungs-Abteilung 231
- Nachrichten-Abteilung 231
- Nachschubtruppen 231